# Ratschendorf
Ratschendorf è una frazione di 611 abitanti del comune austriaco di Deutsch Goritz, nel distretto di Südoststeiermark, in Stiria. Già comune autonomo, il 1º gennaio 2015 è stato aggregato a Deutsch Goritz.